# آرثر بيل (لاعب كرة قدم)
آرثر بيل (بالإنجليزية: Arthur Bell)‏ هو لاعب كريكت ومهندس معماري ولاعب كرة قدم بريطاني (وحمل سابقاً جنسية المملكة المتحدة لبريطانيا العظمى وأيرلندا) في مركز الهجوم، ولد في 1 نوفمبر 1882 في المملكة المتحدة، وتوفي في 22 أبريل 1923. لعب مع نادي بيرنلي ومنتخب إنجلترا الوطني لكرة القدم للهواة ‏.

## وصلات خارجية
- آرثر بيل على موقع أوليمبيديا (الإنجليزية)